# Campeonato Sul-Americano de Veteranos de 1953
O Campeonato Sul-Americano de Veteranos de 1953, também chamado de I Campeonato Sul-Americano de Veteranos, foi um torneio entre seleções de futebol de masters disputado em 1953 que foi sediado no Brasil.
Participaram deste torneio, além do Brasil, a Argentina, o Chile e o Uruguai. A Seleção Brasileira de Veteranos foi a campeã, vencendo todos os 6 jogos.

## Ficha Técnica das Partidas

### 1ª Rodada
Jogo 1
| 07/02/1953 | Seleção Brasileira de Veteranos           | 4 - 0         | Seleção Chilena de Veteranos |  |
|            | Perácio 4' · Teleco 31' 76' · Canhoto 64' | Ficha Técnica |                              |  |

Jogo 2
| 08/02/1953 | Seleção de Veteranos da Argentina | 1 - 4         | Seleção de Veteranos do Uruguai |  |
|            | Saldomando                        | Ficha Técnica | Acosta · Porta · Acosta         |  |

### 2ª Rodada
Jogo 1
| 14/02/1953 | Seleção de Veteranos da Argentina | 5 - 0         | Seleção Chilena de Veteranos |  |
|            | Picaro · Saldomando · Larrechart  | Ficha Técnica |                              |  |

Jogo 2
| 14/02/1953 | Seleção Brasileira de Veteranos                 | 4 - 0         | Seleção de Veteranos do Uruguai |  |
|            | Mendes · Teleco · Trujillo (contra) · Canhoto · | Ficha Técnica |                                 |  |

### 3ª Rodada
Jogo 1
| 19/02/1953 | Seleção Brasileira de Veteranos          | 3 - 1         | Seleção de Veteranos da Argentina |  |
|            | Hércules de Miranda · Perácio · Luisinho | Ficha Técnica | Rodolfi                           |  |

Jogo 2
| 19/02/1953 | Seleção de Veteranos do Uruguai | 6 - 0         | Seleção Chilena de Veteranos |  |
|            | Attilio Garcia · Porta          | Ficha Técnica |                              |  |

### 4ª Rodada
Jogo 1
| 22/02/1953 | Seleção de Veteranos da Argentina | 2 - 0         | Seleção Chilena de Veteranos |  |
|            | Picaro · Garcia                   | Ficha Técnica |                              |  |

Jogo 2
| 22/02/1953 | Seleção Brasileira de Veteranos | 2 - 1         | Seleção de Veteranos do Uruguai |  |
|            | Perácio · Hércules de Miranda   | Ficha Técnica | Attilio Garcia                  |  |

### 5ª Rodada
Jogo 1
| 24/02/1953 | Seleção de Veteranos da Argentina           | 4 - 1         | Seleção de Veteranos do Uruguai |  |
|            | Picaro · Larrechart · Martinez · Larrechart | Ficha Técnica | Attilio Garcia                  |  |

Jogo 2
| 24/02/1953 | Seleção Brasileira de Veteranos | 8 - 2         | Seleção Chilena de Veteranos |  |
|            | Luisinho · Perácio · Alcantara  | Ficha Técnica | Attaglich · Araken           |  |

### 6ª Rodada
Jogo 1
| 26/02/1953 | Seleção de Veteranos do Uruguai | 1 - 0         | Seleção Chilena de Veteranos |  |
|            | Attilio Garcia                  | Ficha Técnica |                              |  |

Jogo 2
| 26/02/1953 | Seleção Brasileira de Veteranos | 2 - 0         | Seleção de Veteranos da Argentina |  |
|            | Perácio                         | Ficha Técnica |                                   |  |

## Classificação Final
| Seleção                           | Classificação | PG | J | V | E | D | GP | GC | SG  |
| --------------------------------- | ------------- | -- | - | - | - | - | -- | -- | --- |
| Seleção Brasileira de Veteranos   | Campeão       | 12 | 6 | 6 | 0 | 0 | 23 | 9  | +14 |
| Seleção de Veteranos da Argentina | Vice-Campeão  | 6  | 6 | 3 | 0 | 3 | 13 | 8  | +5  |
| Seleção de Veteranos do Uruguai   | 3º Lugar      | 6  | 6 | 3 | 0 | 3 | 14 | 11 | +3  |
| Seleção Chilena de Veteranos      | 4º Lugar      | 0  | 6 | 0 | 0 | 6 | 2  | 27 | -25 |

## Premiação
| I Campeonato Sul-Americano de Veteranos |
| Brasil                                  |
| BRASIL (Campeão) 1° título              |
| --------------------------------------- |